# Aeroporto Internazionale di Durango
L'aeroporto Internazionale di Durango (IATA: DGO, ICAO: MMDO) anche conosciuto come Aeropuerto Internacional General Guadalupe Victoria, è uno scalo aeroportuale messicano situato a circa 20 km dal centro della città di Victoria de Durango, la città più popolosa nonché capitale dello stato federato di Durango.

## Struttura
La struttura, intitolata alla memoria di Guadalupe Victoria, primo Presidente del Messico e originario della zona, è situata a un'altitudine di 1 860 m (6 100 ft) sul livello del mare, e comprende una torre di controllo del traffico aereo, un terminal passeggeri, strutture di servizio e ricovero velivoli e una pista con superficie in asfalto lunga 2 900 per 45 metri (9 514 × 148 ft), con orientamento 03/21, dotata di sistema di illuminazione a bordo pista ad alta intensità (HIRL) e sistema luminoso di avvicinamento PAPI.
L'aeroporto, gestito da Grupo Aeroportuario Centro Norte, è aperto al traffico commerciale.
Nel 2016, l'aeroporto ha accolto 424 415 passeggeri, e nel 2017 395 905 passeggeri.

## Statistiche
Questo grafico non è disponibile a causa di un problema tecnico.
Si prega di non rimuoverlo.
Vedi la query Wikidata di origine.

### Destinazioni più frequentate
| Posizione | Città             | Passeggeri | var.    | compagnia                   |
| --------- | ----------------- | ---------- | ------- | --------------------------- |
| 1         | Città del Messico | 103,478    | Stabile | Aeroméxico Connect          |
| 2         | Tijuana           | 35,218     | Stabile | Aeroméxico Connect, Volaris |
| 3         | Guadalajara       | 11,446     | 1       | TAR                         |
| 4         | Monterrey         | 10,553     | 1       | TAR                         |
| 5         | Puerto Vallarta   | 127        | Stabile | TAR                         |

## Incidenti
- Il 31 luglio 2018, il volo Aeroméxico Connect 2431, operato con un Embraer 190 e con destinazione Aeroporto Internazionale di Città del Messico, è caduto poco dopo il decollo. Dei 99 passeggeri e 4 membri dell'equipaggio, nessuno è rimasto ucciso.[4][5][6]